# Ла-Клис
Ла-Клис (фр. La Clisse) — коммуна во Франции, находится в регионе Пуату — Шаранта. Департамент коммуны — Шаранта Приморская. Входит в состав кантона Сожон. Округ коммуны — Сент.
Код INSEE коммуны — 17112.

## Население
Население коммуны на 2010 год составляло 589 человек.
| 1962 | 1968 | 1975 | 1982 | 1990 | 1999 | 2010 |
| ---- | ---- | ---- | ---- | ---- | ---- | ---- |
| 268  | 261  | 263  | 323  | 368  | 391  | 589  |